# Mark Ther
Marek Ther (* 1979, Praha) je český výtvarník, autor videoartu a laureát Ceny Jindřicha Chalupeckého.

## Život a dílo
Po prarodičích z otcovy strany má sudetoněmecké kořeny. Dětství strávil v Praze. Malbu studoval na Střední umělecké škole Václava Hollara a Akademii výtvarných umění v Praze, kde docházel do malířského ateliéru Vladimíra Skrepla. Později zde přešel k tvorbě nových médií (videoartu) pod pedagogickým vedením Michaela Bielického. Jeho krátká, pro leckoho šokující videa otevírají sexuální i historická tabu v české společnosti. V roce 2011 mu byla udělena Cena Jindřicha Chalupeckého, určená pro mladé výtvarníky do 35 let. U Thera porota ocenila "konfrontaci sporných momentů, výstřední estetiku a reference k popkultuře".

### Videofilmy
- M. C. A A. H. (2001)
- My Pleasure (2003)
- Miss Krimi (s Ondřejem Brodym)
- Der kleine Blonde und sein roter Koffer (Blonďáček a jeho červený kufr)
- Pflaumen (Švestky)
- Das wandernde Sternlein (Putující hvězdička)

### Výstavy
- 2008 Galerie hlavního města Prahy, Staroměstská radnice
- 2012 Galerie Václava Špály, Praha